# American Rhythm

L’American Rhythm, aussi parfois appelé simplement Rhythm, est une catégorie de danses englobant les versions américanisées des danses latines. Il n'y a pas de traduction française de l’American Rhythm à proprement parler; littéralement, l'expression signifie le « Rythme Américain ».

## Introduction
L'American Rhythm est l'alternative nord-américaine des danses de salon latines dansées dans le reste du monde. Les cinq danses des danses latines, la rumba, le cha-cha-cha, la samba, le paso doble et le jive sont remplacées par des versions américainisées de certaines danses et par des danses complètement différentes. Les danses dansées dans cette catégorie de danses sont les versions américanisées du cha-cha-cha et de la rumba, ainsi que l'east coast swing, le boléro et le mambo. La samba et le west coast swing en font aussi parfois partie.

## Compétitions
En Amérique du Nord, les compétitions de danses sportives ont souvent deux catégories supplémentaires par rapport aux compétitions tenues hors du continent. Les catégories Smooth et Rhythm s'ajoutent aux catégories Standards et Latines. Les danseurs peuvent danser dans l'une, l'autre ou plusieurs catégories.